# VII. Armeekorps
VII. Armeekorps var en tysk armékår under andra världskriget. Kåren organiserades den 1 oktober 1934.

## Fall Gelb

### Organisation
Armékårens organisation den 16 juni 1940:
- 16. Infanterie-Division
- 24. Infanterie-Division
- 299. Infanterie-Division
- 36. Infanterie-Division
- 76. Infanterie-Division

## operation Barbarossa

### Organisation
Armékårens organisation den 16 juni 1940:
- 16. Infanterie-Division
- 24. Infanterie-Division
- 299. Infanterie-Division
- 36. Infanterie-Division
- 76. Infanterie-Division

## Slaget om Moskva

### Organisation
Armékårens organisation den 2 oktober 1941:
- 267. Infanterie-Division
- 7. Infanterie-Division
- 23. Infanterie-Division
- 197. Infanterie-Division

## Befälhavare
Kårens befälhavare:
- General der Artillerie Walter von Reichenau  1 oktober 1935–4 februari 1938
- General der Infanterie Eugen von Schobert  4 februari 1938–31 januari 1940
- Generaloberst Eugen von Schobert  9 april 1940–25 oktober 1940
- General der Artillerie Wilhelm Fahrmbacher  25 oktober 1940–8 januari 1942
- General der Artillerie Ernst-Eberhard Hell  8 januari 1942–5 oktober 1943
- General der Artillerie Ernst-Eberhard Hell  30 november 1943–1 augusti 1944

Stabschef:
- Oberst Kurt Brennecke  1 juni 1935–15 december 1938
- Oberst Hermann von Witzleben  1 januari 1938–15 december 1939
- Oberst Hans Krebs  15 december 1939–13 januari 1942
- Oberstleutnant Karl-Richard Koßmann  14 januari 1942–1 april 1942
- Oberst Rudolf Hielscher  1 april 1942–15 oktober 1942
- Oberst Joachim Schwatlo-Gesterding  15 oktober 1942–1 maj 1944
- Oberst Hans Dieckmann  1 maj 1944–1 juli 1944
- Oberst Edwin Steinitz  1 juli 1944–1 augusti 1944